# Pristiphora subopaca
Pristiphora subopaca är en stekelart som beskrevs av Lindqvist 1955. Pristiphora subopaca ingår i släktet Pristiphora, och familjen bladsteklar. Arten är reproducerande i Sverige.